# Fronteira kommun, Brasilien
Fronteira är en kommun i Brasilien.   Den ligger i delstaten Minas Gerais, i den sydöstra delen av landet, 500 km söder om huvudstaden Brasília. Antalet invånare är 14 047.
Omgivningarna runt Fronteira är en mosaik av jordbruksmark och naturlig växtlighet. Runt Fronteira är det ganska tätbefolkat, med 54 invånare per kvadratkilometer.